# بيتر بالارد
بيتر بالارد (بالإنجليزية: Peter Ballard)‏ هو كاهن رعية بريطاني، ولد في 10 مارس 1955.